# Marsippospermum grandiflorum
Marsippospermum grandiflorum là một loài thực vật có hoa trong họ Juncaceae. Loài này được (L.f.) Hook. mô tả khoa học đầu tiên năm 1843.